# Zeriassa
Zeriassa es un género de solífugos o arañas camello. Las especies de este género se encuentran en el África subsahariana.

## Especies
- Zeriassa bicolor (Pocock, 1897)
- Zeriassa cuneicornis (Purcell, 1899)
  - Zeriassa cuneicornis cuneicornis
  - Zeriassa cuneicornis prelleri
- Zeriassa dubia Caporiacco, 1944
- Zeriassa furcicornis Lawrence, 1929
- Zeriassa inflexa Roewer, 1933
  - Zeriassa inflexa fuchsi
  - Zeriassa inflexa inflexa
- Zeriassa intermedia Lawrence, 1953
- Zeriassa lawrencei Roewer, 1933
- Zeriassa lepida Kraepelin, 1913
- Zeriassa pardii Simonetta & Cave, 1968
- Zeriassa purcelli Hewitt, 1914
- Zeriassa ruspolii (Pavesi, 1897)
- Zeriassa spinulosa Pocock, 1898
- Zeriassa spiralis Roewer, 1933
- Zeriassa sudanica Roewer, 1933
- Zeriassa transvaalensis Lawrence, 1964
- Zeriassa tuxeni Lawrence, 1965